# 运动后过量氧耗
运动后过量氧耗（英語：Excess post-exercise oxygen consumption，简称为EPOC，非正式称为后燃烧）是身体在運動后产生的氧气摄入速率显著增加。在运动生理学发展历程中，以往曾用“氧债”（英語：oxygen debt）一詞來解释无氧供能的消耗，或是尝试量化无氧供能，特别是有關乳酸代谢的部份。不過，直接及間接热量计的實驗都認為乳酸代谢和氧气摄入速率增加沒有關係。
在运动后，身體會用过量氧耗讓身體恢復到平衡狀態，並使身體適應所進行的運動。其中會進行的有：激素平衡、補充燃料儲備、细胞修复、神经支配及合成代谢。运动后过量氧耗會補充磷酸原系统。會生成新的ATP，其中也有一些ATP的磷酸根會提供給肌酸，直到ATP和肌酸恢復到平衡狀態為止。运动后过量氧耗也透過在運動時的體溫升高來加速身體的代謝。
运动后过量氧耗會伴隨著體內燃料消耗率的上升。为了应对运动所需的能量，身體會分解脂肪储备，释放游离脂肪酸（FFA）到血液之中。在運動後，一方面會將游离脂肪酸直接氧化，作為能量來源，有些FFA消耗後轉換的能量也會再將FFA恢復成脂肪储备

## 效应的维持时间
EPOC的效果在剛運動完後最強，並隨著時間逐漸減弱。一项实验特別設計要確認在運動後16小時之後，是否還有EPOC的效果，進行了48小時的實驗，發現在運動後38小時後，仍可以量測到EPOC的效果。

## 深入阅读
- Hill, A. V.; Long, C. N. H.; Lupton, H. . Proceedings of the Royal Society B: Biological Sciences. 1924, 96 (679): 438–75. JSTOR 81203. doi:10.1098/rspb.1924.0037.